# Gerichtsbarkeit
Gerichtsbarkeit bezeichnet zum einen die Gesamtheit der (in der Regel staatlichen) Gerichte, die der Rechtsprechung oder der sonstigen Rechtspflege dienen und zum anderen die Verwirklichung der Rechtsordnung durch eben Genanntes. Zudem werden die einzelnen Gerichtszweige Gerichtsbarkeiten genannt.
Zur Struktur der Gerichtsbarkeit heute siehe Hauptartikel Rechtsweg.

## Rechtsgeschichte
Historisch waren die hohe und niedere Gerichtsbarkeit der weltlichen Gewalten zu unterscheiden. Davon unabhängig existierte noch die kirchliche Gerichtsbarkeit, welche nach dem kanonischen Recht urteilte. 
Die Niedergerichte, die sich zumeist unter der Kontrolle der Grundherren befanden, urteilten in erster Instanz über leichtere Vergehen und waren ebenfalls für das Erbrecht, Grenzstreitigkeiten sowie die Registrierung und Überwachung von Verkäufen zuständig. Folter durfte nicht angewendet, schwere Leibesstrafen und die Todesstrafe durften nicht verhängt werden. Dazu waren nur Obergerichte berechtigt, die in anderen Fällen in zweiter Instanz urteilten. Vielfach genoss der Adel das Privileg, nur vor den Obergerichten erscheinen zu müssen. Auch die Obergerichte befanden sich in manchen Ländern zumindest teilweise in privatem Besitz, in manchen Territorien verfügten auch der Landesfürst oder ständische Korporationen über die hohe Gerichtsbarkeit. Auch Grafen kam diese Aufgabe in ihren Grafenschaften zu teil. Da sie allerdings auf einem Stand mit Bischöfen, Klosteräbten und dem Klerus waren und diese aufgrund kirchlicher Vorschriften nicht im Blutsgericht beteiligt sein durften, wählten sie einen Vogt, der sie vertreten sollte.
Im europäischen Mittelalter und in der frühen Neuzeit war die Gerichtsbarkeit ein Recht bestimmter Personen oder Korporationen, welches diese auch veräußern oder als Lehen vergeben konnten. So das Gericht der Zeidler. Erst im Zuge der Entstehung der modernen Gewaltenteilung hat der Staat die Jurisdiktion in seiner Hand und kann sie durch seine Beamten ausüben lassen. 
Die Rechtsprechungsgewalt folgt aus der Souveränität des Staates und findet ihre Grenze im Völkerrecht. Danach kann ein Staat Gerichtsbarkeit im Grundsatz nur innerhalb seines Staatsgebietes und gegenüber seinen eigenen Bürgern ausüben. Dieser Grundsatz wird durch völkerrechtliche Verträge durchbrochen, die Gerichtszuständigkeiten in Fällen mit internationaler Berührung regeln und ebenfalls einige Einschränkungen der Gerichtsbarkeit im Inland nach sich ziehen. In diesem Sinne bestimmen in Deutschland §§ 18–20 GVG, dass Mitglieder diplomatischer Vertretungen oder Staatsgäste der deutschen Gerichtsbarkeit nicht unterliegen.

## Arten der Gerichtsbarkeit
Es gibt in Deutschland fünf Gerichtsbarkeiten. Dazu gehören die ordentlichen Gerichtsbarkeit, die Arbeitsgerichtsbarkeit, die Finanzgerichtsbarkeit, die Sozialgerichtsbarkeit und die Verwaltungsgerichtsbarkeit. Das Bundesverfassungsgericht nimmt mit ihrem Rechtsweg dabei eine besondere Rolle ein, er stellt jedoch keine Gerichtsbarkeit dar im Sinne der Fünf genannten.
- Verfassungsgerichtsbarkeit
  - Kontrolle der Staatsgewalten
  - Konkretisierung und Fortentwicklung des Verfassungsrechts
- Die ordentliche Gerichtsbarkeit
  - alle bürgerlichen Rechtsstreitigkeiten und Strafsachen
  - ordentliche Gerichte sind: Amtsgericht, Landgericht, Oberlandesgericht und Bundesgerichtshof
  - Zivilgerichtsbarkeit (bei Rechtsstreitigkeiten der Bürger untereinander)
  - Freiwillige Gerichtsbarkeit
  - Strafgerichtsbarkeit (Verfolgung von Straftaten)
- Die besondere Gerichtsbarkeit
  - Arbeitsgerichtsbarkeit
    - Arbeitsgerichte, Landesarbeitsgerichte und das Bundesarbeitsgericht sind zuständig bei Streitigkeiten zwischen Arbeitnehmern und Arbeitgebern und Tarifpartnern

  - Finanzgerichtsbarkeit (Klage gegen Finanzbehörden wegen Abgabeangelegenheiten)
  - Sozialgerichtsbarkeit (Entscheidung in sozialrechtlichen Fragen öffentlich - rechtlich)
  - Verwaltungsgerichtsbarkeit (Überprüfung staatlichen Verwaltungshandelns)

## Supranationale Gerichtsbarkeit
Neben der nationalen Gerichtsbarkeit gibt es auch die Gerichtsbarkeit supranationaler Gerichte. Voraussetzung dafür ist stets, dass die beteiligten Staaten ihre Rechtsprechungsgewalt auf die überstaatliche Organisation übertragen, welche das Gericht trägt, und ihre Souveränität insoweit aufgeben.
Supranationale Gerichte sind der Europäische Gerichtshof in der Europäischen Union sowie der von den Vereinten Nationen eingerichtete Internationale Gerichtshof und der vom Europarat eingerichtete Europäische Gerichtshof für Menschenrechte.

## Schiedsgerichtsbarkeit
Die Parteien eines Rechtsstreits können, soweit sie über den Streitgegenstand verfügen dürfen (also beispielsweise nicht im Strafrecht), ein Schiedsgericht anrufen. Wenn beide Parteien sich diesem Schiedsgericht unterwerfen, kann das Schiedsgericht eine für sie verbindliche Entscheidung treffen. Die spätere Vollstreckung der Entscheidung verbleibt dabei in der Zuständigkeit des Staates.
Die Zuständigkeit eines Schiedsgerichts wird häufig unter Kaufleuten bei großen oder grenzüberschreitenden Geschäften vereinbart.

## Gerichtswesen in anderen Ländern
- Italien: Siehe Gerichtswesen (Italien)
- Liechtenstein: Siehe Gerichtsorganisation in Liechtenstein
- Österreich: Siehe Gerichtsorganisation in Österreich
- Türkei: Siehe Gerichtsorganisation in der Türkei
- USA: Siehe Oberster Gerichtshof der Vereinigten Staaten, United States Court of Appeals (13 Bundesberufungsgerichte), United States District Court (Bundesbezirksgericht)